# 詹姆斯·T·柯克
詹姆斯·泰比里厄斯·寇克（James Tiberius Kirk）是《星际旅行》系列中的一名虚构角色。原初由威廉·夏特纳饰演，克里斯·派恩和保羅·韋斯利亦在後來的作品飾演此角。柯克是第一部《星际旅行》电视剧和前六部《星际旅行》电影的主角，另在第七部电影担任配角。2007年，J·J·艾布拉姆斯宣布柯克将会成为新近的《星际旅行XI》电影中的一名角色，尽管他当时并没有说谁会扮演这个角色。后来确定的演员为克里斯·派恩，他将出演2009年电影《星际旅行XI》中柯克的角色。
柯克指挥过两艘名叫“进取号”的星舰：联邦星舰进取号 (NCC-1701)与联邦星舰进取号 (NCC-1701-A)。

## 人物
《星际旅行》主要关注于柯克在进取号星舰上担任舰长，以及他后来在星际舰队担任将军的事业。因此其他的一些细节，譬如他的早期生活在剧情中并没有太多的透露。

### 家庭生活
非正史的《星际旅行》小说《终极先锋》（Final Frontier）将柯克父亲的姓名确定为乔治·塞缪尔·柯克（George Samuel Kirk）。由口袋书店出版的其他的一些小说列出的柯克母亲的名字为威诺娜（Winona）。柯克的祖先是开拓美国边疆的先驱者，美国的中西部文化影响了他的一生。小乔治·塞缪尔与奥瑞兰·柯克（Aurelan Kirk）分别是柯克的哥哥和嫂子，他们在2267年死于戴内瓦（Deneva）星，死因是神经寄生虫的感染。不过，柯克的侄子彼得·柯克（Peter Kirk）幸免于难。根据“小女孩是什么做的？”一集，小塞缪尔·柯克有两个孩子。
柯克已知的一个儿子是戴维·马库斯（由妻子卡蘿馬庫斯Carol Marcus所生）。而在“天堂综合征”一集中，柯克失忆后让一名当地女性米拉曼妮（Miramanee）怀上了他的孩子，但是，由于米拉曼妮的同胞对她的攻击中伤，导致了她的流产并致使她死亡。
在《星际旅行IV：抢救未来》中，他表明了自己的出生地是艾奥瓦州。在电视剧和电影的记录中，他的出生日期并未显明，但包括官方网站在内的介绍中，均基于其演员威廉·夏特纳的实际年龄与出生日期，将他的出生日期推测为2233年3月22日。
虽然出生于地球，柯克显然在塔尔苏斯IV星居住了至少一段时间，在那里是刽子手寇多斯（Kodos the Executioner）大屠杀仅存的9名目击者之一，这场大屠杀导致了4,000名殖民者死亡。

### 经历
根据背景故事，柯克在星际舰队学院的履历十分出色，他是第一位成功通过小林丸（Kobayashi Maru）测试的学员。鉴于模拟器能够应付所有预料到的情况，以促成测验者的失败，柯克重新编写了模拟器的程序，从而让他成功营救了小林丸号的船员。于是，他因为这种独到的想法而获得了一项荣誉。
根据背景故事，柯克在2250年成为了一名军校学员，开始了他的星际舰队生涯。当他还在学院作为一名学员时，便被战地任命为少尉军衔，并在2251年前往联邦星舰共和国号（USS Republic）接受进一步的训练。在共和国号上，年轻的柯克少尉揭发了好友本·芬尼（Ben Finney）少尉因疏忽而未关闭原子堆（atomic matter piles）的错误——这将在一段时间后把整艘船炸掉。这件事在后来成为了柯克的一项心病。2253年，柯克被擢升为中尉，并以助教的身份返回了星舰学院。
根据背景故事，2254年从星际舰队学院毕业后，柯克再次被擢升为上尉，并任职于联邦星舰法拉格特号（USS Farragut）。在法拉格特号上他获得了非常多的经验，指挥了自己的第一次行星探查任务，并在一次云状生物的袭击中幸存：这场袭击杀死了法拉格特号的大部分船员，包括其舰长加罗维特（Garrovick）上校。根据“执著”一集，柯克在后来对自己面对敌对外星生物时的迟疑而感到后悔。
根据背景故事，柯克在34岁时成为了星际舰队最年轻的上校。根据《星际旅行》的官方网站介绍，柯克是联邦星舰进取号的第三位舰长，他的前任分别是罗伯特·阿普里尔（Robert April）与克里斯托弗·派克（Christopher Pike）。2265年到2270年，柯克指挥了历史上著名的进取号五年任务。与他同行的还有斯波克（大副兼科学官，人类／瓦肯混血）、主医官“老骨头”麦科伊医生、主轮机长蒙哥马利·斯科特、通讯官乌乎拉、舵手光·苏鲁，以及后来的导航员帕维尔·切科夫。
在完成进取号的任务后，柯克被授予少将军衔，并担任星际舰队的首席执行官员。在迪拉德著述的（J.M. Dillard）《星际旅行：遗失的年代》（Star Trek: The Lost Years）中写道：在这段时期里，柯克成为了星际舰队的一名老练的纷争解决者，并被派遣到各地去执行各种任务，包括在贾纳（Djana）星球上的反恐任务。但是，柯克并不喜欢扮演这种行政管理上的角色。斯波克在后来告诉他的朋友说，“指挥一艘星舰才能最好地发挥你的才华……其他的事都是在浪费人才。”

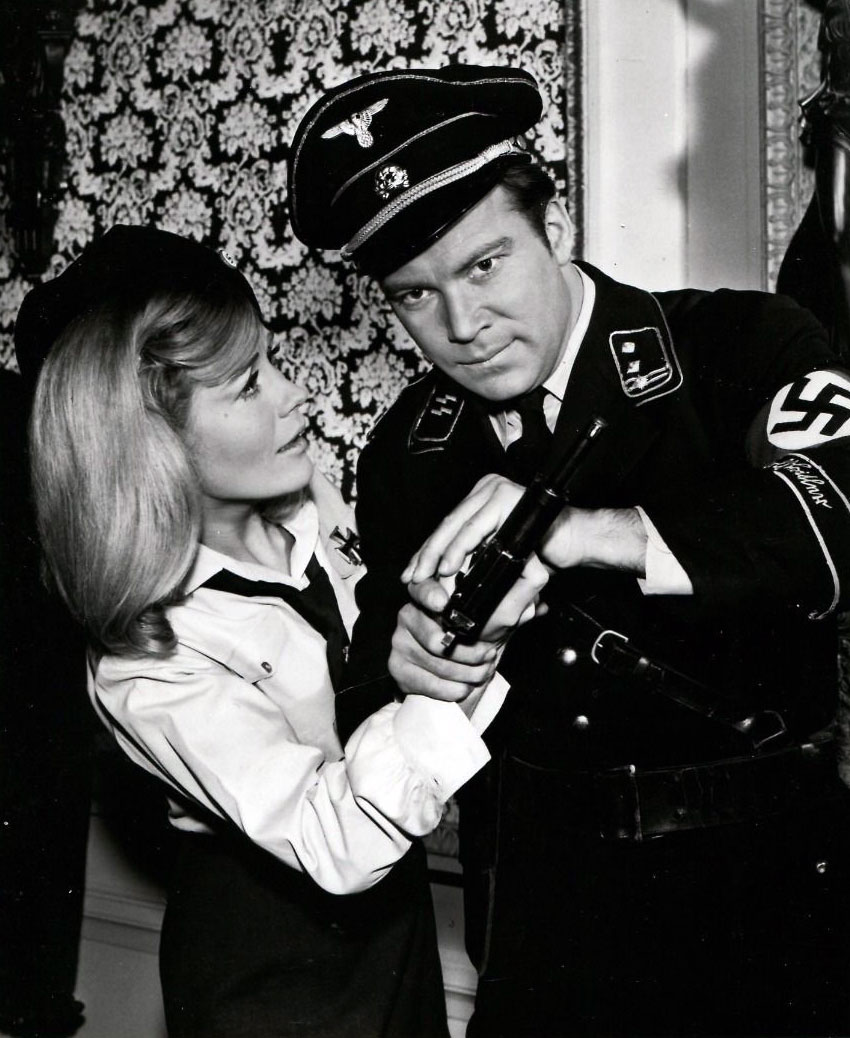
其中一集柯克指挥进取号-A。穿越時間回到二戰時代

2272年，为了处理旅行者六号（V'ger）事件，柯克将军临时指挥了威拉德·德克尔上校指挥的进取号，后者曾监管了进取号在太空港的翻修。柯克在2282年的某个时候从星际舰队退役，但在2284年又复役，以从事星舰学院的培训。
在《星际旅行II：可汗怒吼》中，柯克将军在2285年再次短暂地指挥了进取号，以阻止他的旧敌可汗·努尼恩·辛格的阴谋。在同一年，他为了找回在阻止可汗任务中牺牲的斯波克的遗体，而偷窃并毁损了进取号，还破坏了联邦星舰精进号。他因此罪名而被降级为上校，并被改任为联邦星舰进取号-A的舰长。

### 婚姻與家庭

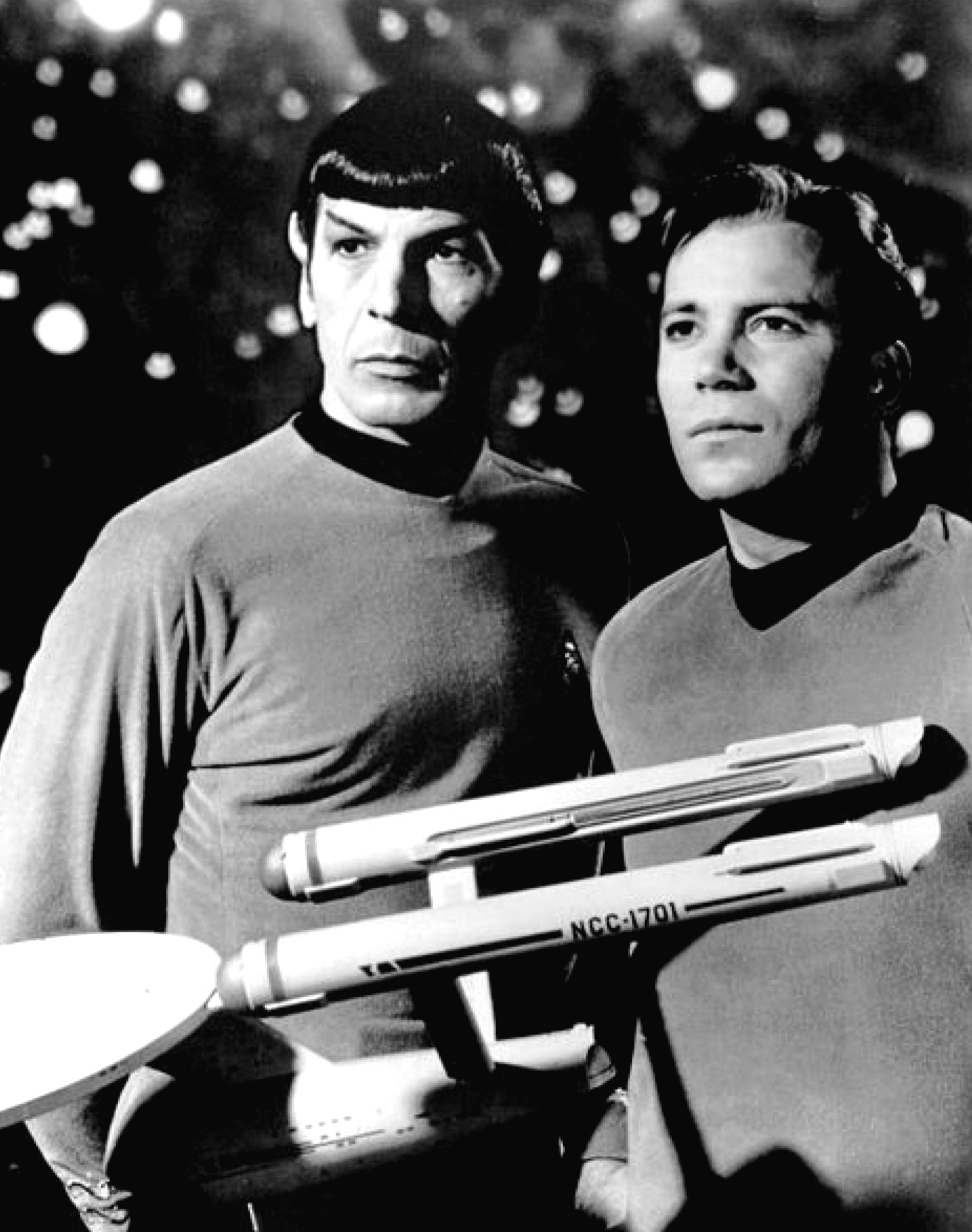
與史巴克在模型前合影

柯克与卡罗尔·马库斯博士有一个儿子戴维，他在2285年被克林贡人杀死。丧子之痛让柯克多年不能释怀。在戴维死后，柯克将儿子的死归罪于所有的克林贡人。普拉西斯事件发生后，斯波克代表他的父亲沙瑞克打开了克林贡帝国的谈判通道。斯波克请求柯克“自愿地”去指挥这次任务，柯克被激怒了。当斯波克指出克林贡人正徘徊在生死边缘时，柯克情绪激昂地回答道：“让他们去死！”（Let them die!）直到克林贡首相戈尔康（Gorkon）临终时托付柯克说：“不要让这件事就这么结束”（Don't let it end this way），他才开始明白，并不是所有的克林贡人都应该为他儿子的死负责，并在最后释怀了自己对克林贡人的恨意。
在《星际旅行VI：未来之城》中，克林贡法庭宣告他应为在2293年谋杀戈尔康首相之事负罪，他差点就在鲁拉·彭西星（Rura Penthe）上的矿产监狱让自己的一生划上句点，所幸他随后被进取号-A的船员们营救，并用行动证明了自己的清白。

### 离世
在电影《星际旅行VII：日换星移》中，柯克在联邦星舰进取号-B受「时汇」（the Nexus）损坏时失踪，并被假定死亡（但他实际上则是进入了时汇）。在时汇的交替存在中，他遇到了来自2371年的让-吕克·皮卡尔并为之说服，随他返回了维里迪安III星（Veridian III），以阻止托利安·索伦（Tolian Soran）牺牲2.3亿生命换取自己重返时汇的阴谋。在剧中，柯克成功地从一处损坏的铁架桥上找回了隐形装置的遥控器，并解除了它的隐形状态，让皮卡尔得以破坏掉索伦的计划。但是，铁架桥最后断裂了，并带着柯克坠落到地面上。皮卡尔最后目睹了柯克的死亡，并随后将他掩埋在了这颗行星的高地上。
在《星际旅行VII：日换星移》最初的剧本中，索伦从背后偷袭枪击柯克而杀死了他。电影的结局最后根据试播观众的反应而有所改变。修改后的死亡方案依旧未得到大多数爱好者的肯定。后来的爱好者改编（Fan edit）则将此部电影改成了《星际旅行：下一代》的一个独立故事，而根本没有牵涉到柯克。

### 新的平行故事線
第11部電影《星际迷航》於2009年5月8日上映，作為前傳的第11集主要是以寇克在星艦學院時期作為故事的主軸。
在這電影中，由於歷史時間線已經遭到變故，寇克的父親喬治·寇克所服役的凱文號（U.S.S. Kelvin）遭到來自於未來的羅慕蘭人Nero的攻擊，為了拯救艦上800多名船員的代理艦長喬治·寇克犧牲自己駕駛凱文號撞擊羅慕蘭戰艦因公殉職，而這點影響了日後的寇克，使之成為一個玩世不恭的痞子。但某日受到企業號艦長克里斯托弗·派克（Christopher Pike）的鼓勵下寇克加入了星際學院，3年後，在小林丸（Kobayashi Maru）測試的嚴苛訓練中，寇克因為作弊而受到星際學院的停學（停飛）處分。
此時蟄伏25年的Nero率領的羅慕蘭軍艦開始攻擊瓦肯星，星際聯邦全體出動，被停飛的寇克陰錯陽差地被醫官麥考伊帶到企業號上。瓦肯星毀滅之後，Nero繼續準備攻擊地球，當時分別擔任代理副艦長的寇克與代理艦長的史巴克為了企業號之後的行動產生爭執而被放逐到织女四号星（Delta Vega）上，發現了同樣來自於未來的史巴克與原本被放逐到該星球的史考特。寇克與後者在未來史巴克的幫助下傳送到曲速狀態飛行的企業號（當時並沒有這種科技）。並且成功的以計謀取代了史巴克成為代理艦長，並與史巴克一起破壞了正在攻擊地球的羅慕蘭軍艦，拯救了地球。
經過此次事件，STAR TREK系列的故事線受到嚴重的改變，寇克直接升任企業號艦長，而史巴克後來則以中校軍階成為副艦長。
該「交替現實」（Alternate Reality）時間線，星艦迷航記Online首席設計師於2016年6月透露CBS（那時正籌備電視劇《星際爭霸戰：發現號》）定名凱文時間線（Kelvin Timeline），當月出版的《星际迷航百科》（The Star Trek Book）亦載明，與原有主時間線（Prime Timeline）相異。

## 脚注
1. ↑  「Kirk」在中國大陸常譯作「柯克」，引進正版電影《星际迷航》時採台灣譯名「寇克」，及至《星际迷航3：超越星辰》改回先前譯名。
2. ↑  （英文）
（中文）“‘让我猜猜：你是在太空出生的！’‘不，我在艾奥瓦州出生的，我只在太空工作。’”[6]
3. ↑  「Kelvin」在中國大陸《星际迷航》同台譯「凱文」，《星际迷航3：超越星辰》以其命名逃生艙則譯「開爾文」[13]。